# Masacre de Kandhan Karunai
La masacre de Kanthan Karunai es el nombre de un asesinato en masa de aproximadamente 63 detenidos retenidos por el grupo rebelde Tigres de Liberación del Eelam Tamil (LTTE) el 30 de marzo de 1987 en Nallur, Sri Lanka. La mayoría de los detenidos eran jóvenes entregados del grupo rebelde rival Frente de Liberación Revolucionaria del Pueblo Eelam (EPRLF), así como pocos miembros de la Organización de Liberación Popular de Tamil Eelam y la Organización de Liberación de Tamil Eelam (TELO) junto con dos empresarios locales. La masacre lleva el nombre de una casa en la que anteriormente se encontraban los detenidos, pero no donde finalmente fueron asesinados.

## Incidente
La mañana del 30 de marzo de 1987, un comandante local de los LTTE, Sathasivam Krishnakumar alias Kittu, fue atacado con una granada cuando salía de la casa de su novia. Aunque el ataque no lo mató, lo hirió lo suficientemente grave como para justificar la amputación de una de sus piernas. Tras el ataque, Selvakumar Chellasamy, alias Aruna, un destacado miembro temprano y un comandante regional de los LTTE llegaron a la casa donde se encontraban los detenidos y presuntamente mataron con un AK-47 a todos menos a 2 de los detenidos. La estimación de los muertos oscila entre 40 y 63. Uno de los detenidos asesinados fue identificado más tarde como un oficial médico popular de EPRLF, Raveendran alias Benjamin de Talawakelle, Sri Lanka.

## Reacciones
Como la mayoría de los grupos rebeldes que luchan contra el estado de Sri Lanka estaban compuestos por minorías tamiles, este incidente en el que el perpetrador y las víctimas eran todos tamiles creó una sensación de traición. Los altos líderes dentro de la jerarquía de los LTTE también se sintieron perturbados por los asesinatos y expresaron su disgusto al líder de los LTTE Velupillai Prabhakaran. Según el testimonio de Thalayasingam Sivakumar, uno de los primeros miembros de los LTTE, en un tribunal canadiense durante su proceso de solicitud de refugio, Aruna, el autor del delito, no fue castigado adecuadamente por sus asesinatos. Aparentemente perdió rango y fue liberado pocos meses después de su encarcelamiento. Posteriormente, Aruna murió en acción, luchando contra la Fuerza de Mantenimiento de la Paz de la India por parte de los LTTE.